# Paul van Buitenen
Paul van Buitenen (ur. 28 maja 1957 w Bredzie) – holenderski polityk, księgowy, urzędnik służby cywilnej w strukturach Unii Europejskiej, poseł do Parlamentu Europejskiego (2004–2009). Whistleblower, który w sposób pośredni przyczynił się do rozwiązania Komisji Europejskiej kierowanej przez Jacques'a Santera.

## Życiorys
Kształcił się w technikum w Eindhoven, następnie pod koniec lat 70. odbył służbę wojskową. W 1980 uzyskał dyplom z zakresu księgowości, po czym do 1990 pracował jako asystent księgowego, kierownik działu planowania w prywatnym przedsiębiorstwie i doradca ds. finansowych na jednym z uniwersytetów.
W 1990 został zatrudniony w strukturach Komisji Europejskiej. Był m.in. asystentem audytora w Dyrektoriacie Kontroli Finansowej. Pełniąc tę funkcję, ujawnił przypadki korupcji i nepotyzmu w strukturach Komisji Europejskiej, w tym dotyczące fikcyjnego zatrudnienia przez francuską komisarz Édith Cresson swojego dentysty. Paul van Buitenen został wówczas zawieszony na kilka miesięcy, w trakcie których otrzymywał połowę wynagrodzenia. Niezależne dochodzenie potwierdziło część podawanych przez niego informacji. Rewelacje Paula van Buitenena sprowadziły na Komisję Europejską falę krytyki, w konsekwencji których ustąpił jej przewodniczący Jacques Santer i pozostali komisarze. Wydarzenia z tego okresu Paul van Buitenen opisał w książce Blowing the Whistle: Fraud in the European Commission, wydanej przez Politicos Pub w 2000. Został wówczas uhonorowany tytułem „Europejczyka Roku” przez magazyn „Reader’s Digest”. W późniejszych latach podważono pewną część podawanych przez niego informacji, m.in. w 2004 umorzono postępowanie sądowe przeciwko Édith Cresson.
W 1999 Paul van Buitenen został członkiem belgijskiej partii zielonych Agalev. W 2002 wstąpił do niderlandzkiej Partii Socjalistycznej.
Przed wyborami europejskimi w 2004 założył własne ugrupowanie pod nazwą Transparentna Europa, które – pod hasłami walki z korupcją – wprowadziło dwóch europosłów VI kadencji. Jeden z mandatów objął Paul van Buitenen. Został członkiem grupy Zielonych i Wolnego Sojuszu Europejskiego, a także Komisji Kontroli Budżetowej. W PE zasiadał do 2009.
W 2006 ujawnił w mediach, że według niego Frits Bolkestein, były komisarz ds. usług i rynku wewnętrznego, jest członkiem rady doradczej rosyjskiego banku Menatep, w którym miały być prowadzone tajne konta spółki Clearstream, świadczącej usługi finansowe. W 2008 upublicznił streszczenie raportu wykazującego nieprawidłowości w rozliczeniach funduszy niektórych europosłów.
W 2008 Transparentna Europa zakończyła działalność. Po odejściu z Europarlamentu Paul van Buitenen, przebywający w trakcie sprawowania mandatu na urlopie bezpłatnym, powrócił do pracy urzędniczej.